# Jenny Fransson
Anna Jenny Eva Maria Fransson (Karlstad, 18 luglio 1987) è una lottatrice svedese, medaglia di bronzo nella lotta libera categoria 69 kg alle Olimpiadi di Rio de Janeiro 2016.

## Palmarès
- Giochi olimpici

Rio de Janeiro 2016: bronzo nei 69 kg.
- Mondiali

Strathcona County 2012: oro nei 72 kg.
Nur-Sultan 2019: argento nei 68 kg.
- Europei

Tampere 2008: bronzo nei 72 kg.
Kaspijsk 2018: oro nei 72 kg.
Bucarest 2019: bronzo nei 68 kg.